# Victor Louis Ménage
Victor Louis Ménage (ur. 15 kwietnia 1920, zm. 11 lipca 2015 w Sussex) – brytyjski historyk i turkolog, specjalizujący się w początkach Imperium Osmańskiego, a także redaktor Encyklopedii Islamu.

## Życiorys
Victor Louis wychował się w Chislehurst w hrabstwie Kent. Jak sam podawał, swoje dzieciństwo spędził w ubóstwie. Dzięki stypendium dostał się do Eltham College, prywatnej szkoły w Mottingham i uczęszczał do niej od 1930 do 1938 roku. Od 1938 do 1940 roku studiował filologię klasyczną w University of Cambridge.
Podczas II wojny światowej został powołany do wojska, gdzie dołączył do służby pogotowia ratunkowego. Pod koniec wojny stacjonował w Etiopii, a po opuszczeniu armii przyjął stanowisko nauczyciela w Addis Abeba. Pod koniec dekady rozpoczął pracę w British Council.
Victor Louis Ménage był autorem kilku książek i artykułów na temat historii Imperium Osmańskiego. Readgował i współtworzył rozdziały do drugiego wydania Encyklopedii Islamu. Oprócz tego nauczał historii Turcji jako profesor na Uniwersytecie Londyńskim.
Victor Louis Ménage zmarł 11 lipca 2015 w Sussex. Miał 95 lat.

## Życie prywatne
Victor Louis w trakcie pracy w British Council poznał swoją żonę, Johannan.